# روبرت باول (لاعب كرة مضرب)
روبرت باول هو لاعب كرة مضرب كندي، ولد في 11 أبريل 1881 في فيكتوريا في كندا، وتوفي في 28 أبريل 1917 في فيمي في فرنسا.

## وصلات خارجية
- روبرت باول على موقع رابطة محترفي التنس (الإنجليزية)
- روبرت باول على موقع الاتحاد الدولي لكرة المضرب (الإنجليزية)
- روبرت باول على موقع كأس ديفيز (الإنجليزية)
- روبرت باول على موقع خلاصة التنس.كوم (الإنجليزية)
- روبرت باول على موقع أوليمبيديا (الإنجليزية)